# داخل الجيش السوفيتي (كتاب)
داخل الجيش السوفيتي Inside the Soviet Army هو كتاب لفيكتور سوفوروف (نُشر باسمه المستعار)، يصف التنظيم العام والعقيدة والاستراتيجية للقوات المسلحة السوفيتية (ويشمل مصطلح «الجيش» القوات البرية، وأيضا قوات الصواريخ الاستراتيجية والدفاع الجوي والقوات الجوية والبحرية). 
وصف الخبراء العسكريون للولايات المتحدة هذا الكتاب بأنه أحد أهم الكتابات المنشورة في مجاله في العقد الماضي. 
كان سوفوروف من قدامى المحاربين في القوات المسلحة السوفيتية والاستخبارات العسكرية. وهرب إلى المملكة المتحدة عام 1978 ونشر كتابه الأول هناك عام 1981. نُشرت جميع كتبه لأول مرة باللغة الروسية؛ وتمت ترجمة العديد منها إلى اللغة الإنجليزية.

## روابط خارجية
- فيكتور سوفوروف ، داخل الجيش السوفيتي، نص باللغة الإنجليزية.
- كتب على الإنترنت لفيكتور سوفوروف (معظمها باللغة الروسية).
- نص الكتاب.